# Waza-ari

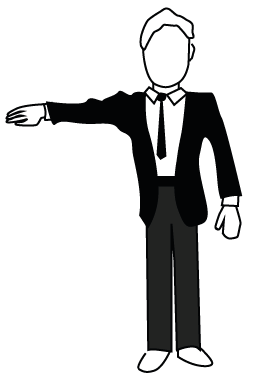
Geste d'arbitrage indiquant waza-ari.

Au judo, le Waza-ari (技あり, littéralement "il y a technique" en japonais) s'obtient lorsque l'adversaire tombe sur le dos et qu'il manque un critère au ippon ou lors d'une immobilisation de 10 à moins de 20 secondes pour toutes les catégories.

## Arbitrage
La Waza-ari issu d'une action debout doit s'effectuer sur une action continue. Il est possible qu'il y ait un léger relâchement de saisie pendant l'action laissée à l'appréciation des arbitres, tant que le mouvement reste ininterrompu.
Toujours pour une action issue d'une posture debout, si l'impact est sur le coude ou les genoux et qu'ensuite Tori pousse l'adversaire depuis le sol avec un impact qui correspond aux critères du waza-ari, l'arbitrage actuel considère que c'est un mouvement non répertorié N1 effectué dans la continuité du ne-waza, et il n'y a pas waza-ari.
Lors d'une immobilisation au sol, si le judoka immobilisé se dégage en moins de 15 secondes après l'annonce du début d'immobilisation par l'arbitre il n'y a bien évidemment pas waza-ari. Se dégager peut vouloir dire se retourner sur le ventre auquel cas il n'y a plus immobilisation sur le dos mais aussi entourer une jambe de celui qui immobilisait avec ses deux jambes, ce qui affaiblit considérablement la position de contrôle. On revient donc sur le fait qu'il manque un des critères du ippon : contrôle ou position sur le dos éventuellement légèrement latéralisée car un contrôle sur la ligne de flanc reste un contrôle très fort qui neutralise l'adversaire.

## Évolution
Jusqu'en 2008, 25 secondes sont nécessaires à l'obtention d'un ippon par immobilisation. Un waza-ari est obtenu pour toute immobilisation de 20 à 25 secondes. En 2008, le koka disparaît. Les durées d'immobilisation sont réduites (yuko de 10 à 15 secondes, waza-ari de 15 à 20 secondes, ippon obtenu à 20 secondes). 
En 2017, le yuko est supprimé du règlement français et international et son rôle est fusionné avec le waza-ari, deux waza-aris valent alors ippon. La valeur du waza-ari absorbe également « celles qui étaient données [au] yuko et waza-ari dans le passé ». De nouveaux cas sont également ajoutés au waza-ari comme la chute sur un ou deux coudes, ou sur les deux mains, originellement comptées parmi les kokas.